# イオン七戸ショッピングセンター
イオン七戸ショッピングセンター（イオンしちのへショッピングセンター）は、青森県上北郡七戸町字荒熊内にあるイオン東北株式会社が運営するショッピングセンターである。

## 概要
2011年9月15日にプレオープンし、17日にグランドオープン。2010年12月4日に開業した東北新幹線七戸十和田駅に隣接する。1994年10月4日に南部縦貫鉄道七戸駅（北緯40度41分47.88秒 東経141度9分54.61秒 / 北緯40.6966333度 東経141.1651694度）付近に開業し、2011年8月31日に営業を終了したイオン七戸店（旧：ジャスコ七戸店）（北緯40度41分53.6秒 東経141度9分46.6秒 / 北緯40.698222度 東経141.162944度）の所在地と2km程度離れている。東北では「イオン」としての初出店となった。
計画当初は七戸十和田駅開業時と同時期にイオンスーパーセンター七戸店として開業する予定だったが、景気悪化などを理由に2011年6月26日に総合スーパー形態のイオンとして開業することに変更した。しかし、東日本大震災の影響により資材の調達が遅れるため、開業は同年9月17日に延期となった。
またそれにともない、当初は同SC開業後もそのまま営業する計画であったイオン七戸店については、8月31日に閉店することを発表。同日、営業を終了した。
イオン七戸十和田駅前店は開業と同時に周辺市町村を対象にネットスーパーのサービスを開始。また、同SCへの来店が不便な地域に移動販売車を使って出張販売も行う予定である。過疎地に対するこれらの試みはイオングループでは初めてとなる。

## フロアとテナント
実質的にはイオン七戸店からの移転のため、イオン七戸店にテナント出店していた店舗のほとんどが同SCにも出店している。

### フロア概要
概要で述べた経緯もあり、イオン七戸店と同様に平屋建てのワンフロア型店舗となっている。
核店舗のイオン七戸十和田駅前店と14の専門店で構成される。

### 主なテナント
フード
- まるまつ（レストラン）
- サーティワンアイスクリーム[4]（アイス）

ファッション・グッズ
- シーナ（レディス）
- セリア （100円ショップ）
- パティーズ（雑貨）

- 未来屋書店（書籍）

その他
- RICH　COLOR（美容室）

- ハロータイトー（ゲームセンター）

※テナント情報は2022年5月時点
出店テナント全店の一覧詳細情報、営業時間およびATMを設置している金融機関の詳細は公式サイト「イオン七戸十和田駅前店」を参照。

## アクセス
鉄道
- JR東北新幹線 - 七戸十和田駅から約6分

自動車
- 上北自動車道 - 七戸インターチェンジより約10分、東北インターチェンジより約14分